# سیارک ۳۹۴۰

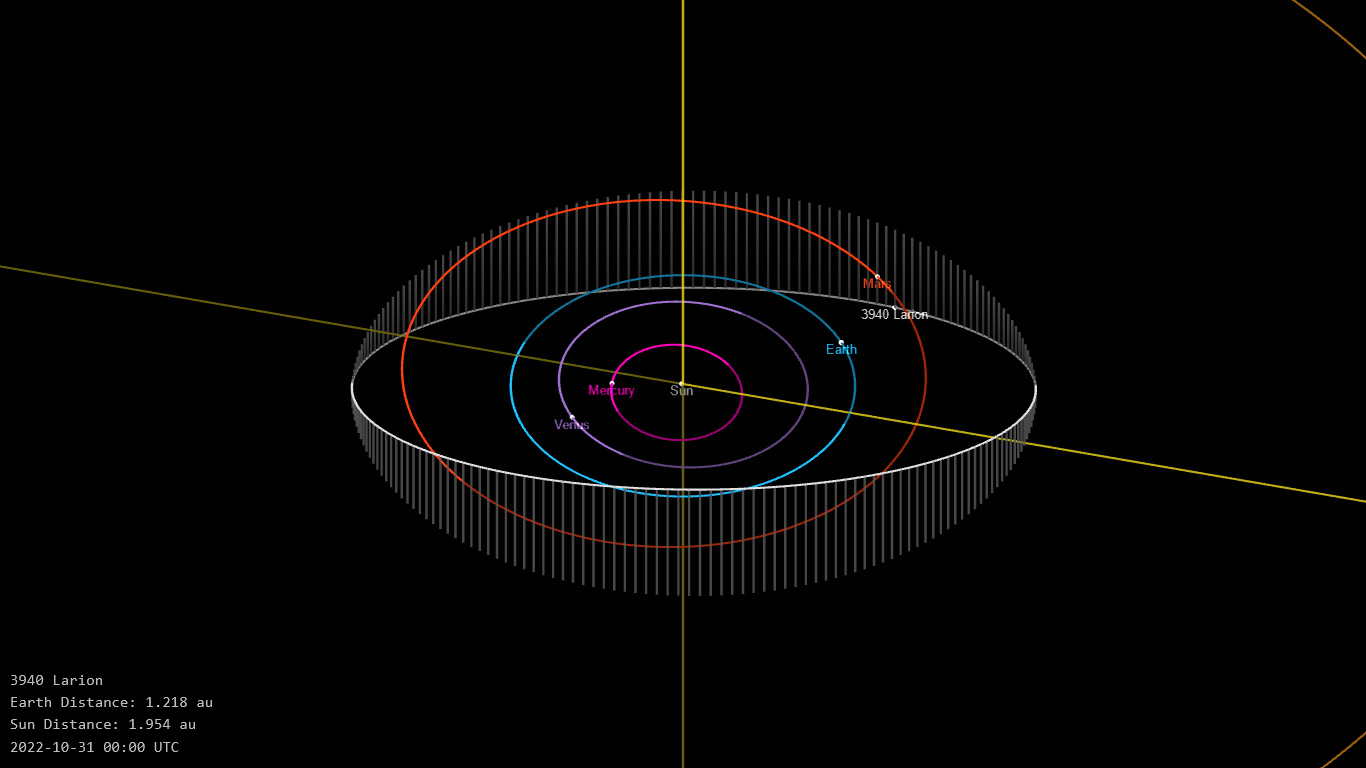
سیارک ۳۹۴۰

سیارک ۳۹۴۰ (به انگلیسی: 3940 Larion، نامگذاری:1973FE1) سه هزار و نهصد و چهلمین سیارک کشف شده‌است که در ۲۷ مارس ۱۹۷۳ کشف شد.
قدر مطلق سیارک برابر ۱۲٫۷۰ است.